# Oggebbio
Oggebbio ist eine italienische Gemeinde in der Provinz Verbano-Cusio-Ossola in der Region Piemont.

## Lage und Einwohner
Oggebbio liegt 12 km nordöstlich von der Provinzhauptstadt Verbania entfernt an der piemontesischen Westseite des Lago Maggiore. Das Gemeindegebiet erstreckt sich über 20,21 km² und hat 833 Einwohner (Stand am 31. Dezember 2023).
Oggebbio ist die topografische Bezeichnung für 15 Dörfer, die verstreut in den Bergen bis hinunter zum Seeufer liegen. Der Gemeindesitz befindet sich in dem Ortsteil Gonte. Über diesen Dörfern liegen die acht Almen von Oggebbio, „Sommerdörfer“, die bis auf 1075 m s.l.m. Höhe reichen. Zur Gemeinde Oggebbio gehören die Fraktionen Barbè, Cadessino, Camogno, Gonte, Manegra, Novaglio, Piancavallo, Piazza, Pieggio, Quarcino, Rancone, Resiga, Spasolo und Travallino und Dumera.
Der Ort ist Mitglied im Gemeindeverbund Comunità Montana Alto Verbano.
Die Nachbargemeinden sind Aurano, Brezzo di Bedero, Cannero Riviera, Castelveccana, Ghiffa, Porto Valtravaglia, Premeno und Trarego Viggiona.

### Bevölkerungsentwicklung

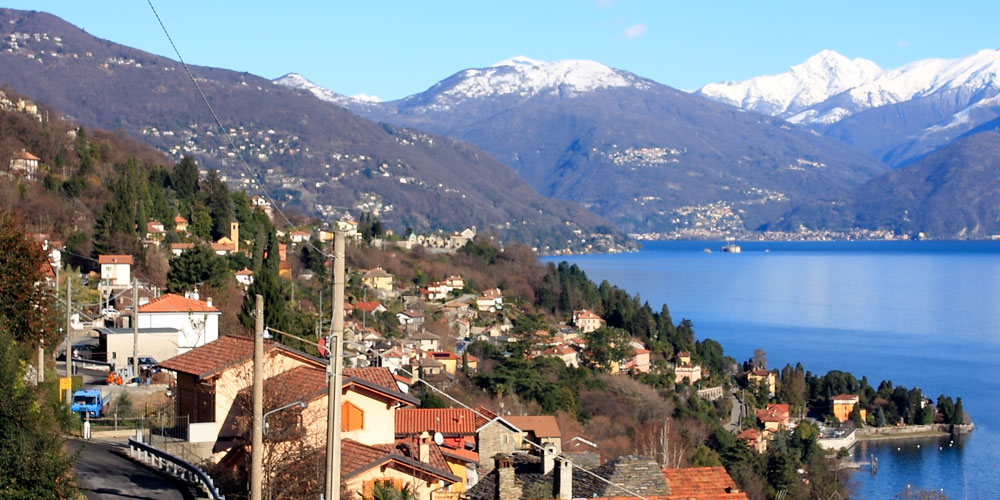
Oggebbio

## Geschichte
Der Ursprung des Ortsnamens ist ungewiss und wird als „Oglebium“ bezeichnet. Für die Einheimischen leitet es sich jedoch vom lateinischen EUGEBIUM ab, was „Land des süßen Lebens“ bedeutet. Aus der Komponente der drei griechischen Wörter „eu“, „ghe“ und „bios“, die jeweils gut, Erde und Leben bedeuten.
Oggebbio war ein Lehen der Familie Morigi, auch bekannt als Moriggia, die im Schloss von Frino lebte.

## Sehenswürdigkeiten

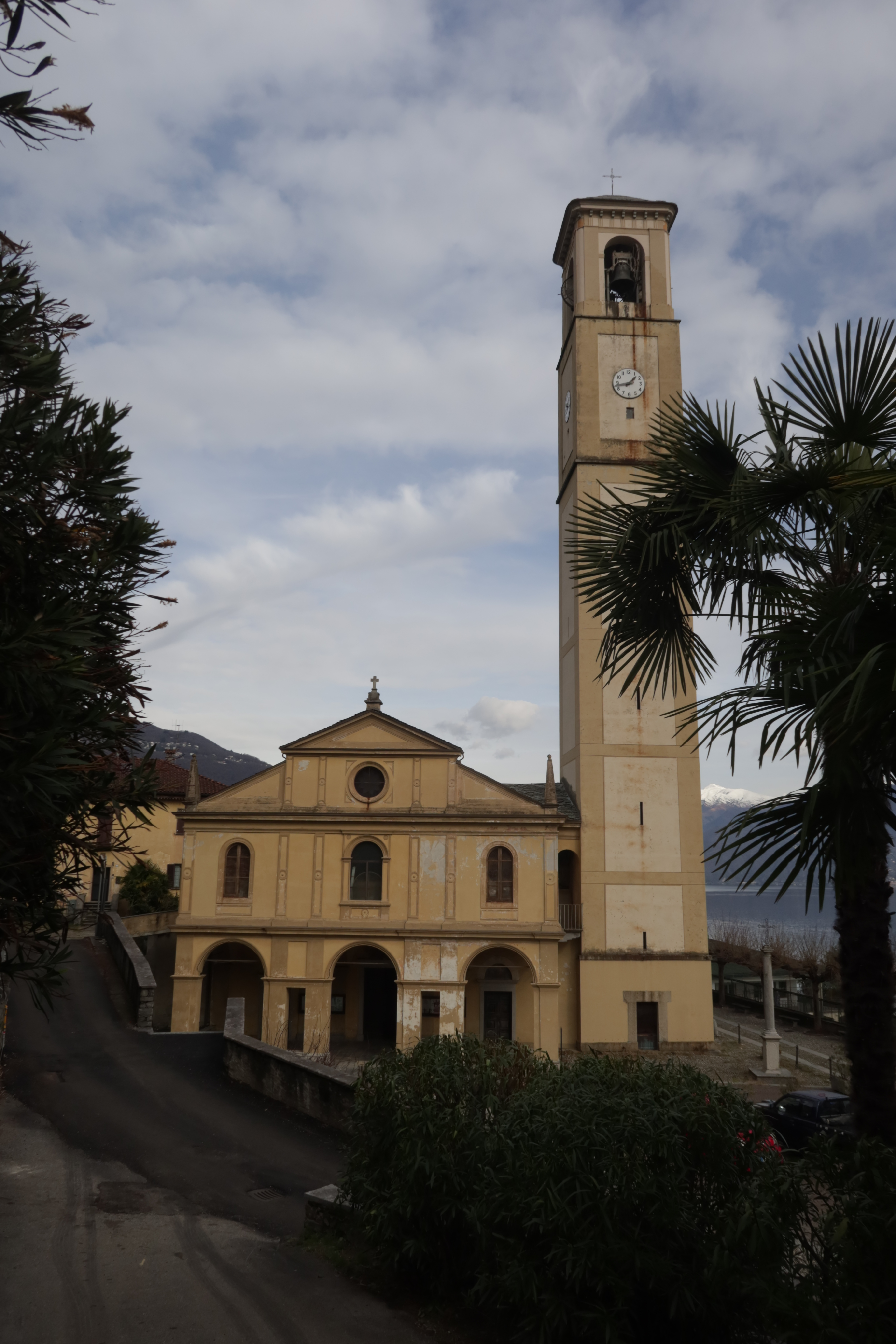
Kirche San Pietro in Gonte mit 42 m hohem Kirchturm

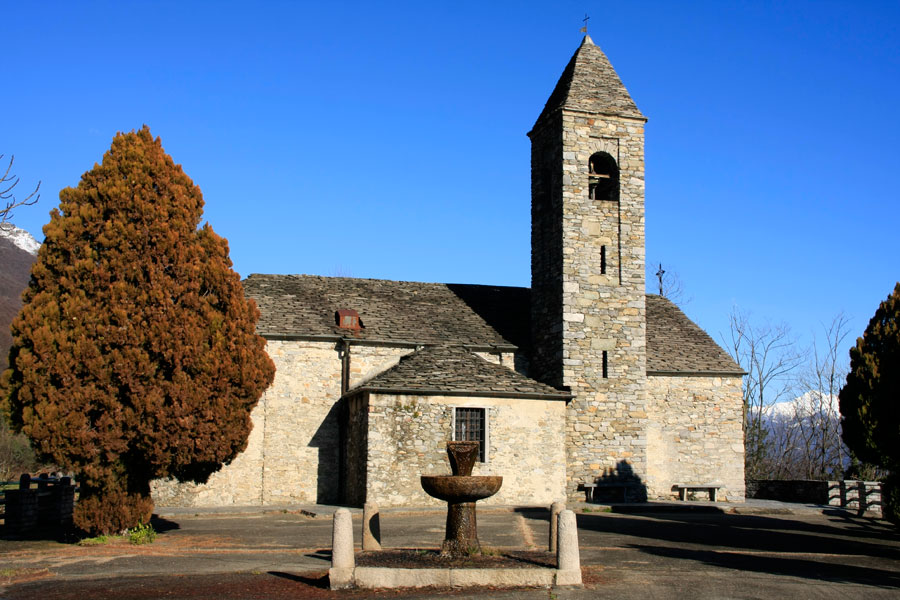
Kirche Sant’Agata im Ortsteil Novaglio

- Die Pfarrkirche Santi Pietro e Paolo im Ortsteil Gonte mit ihrem außergewöhnlichen 42 m hohen Glockenturm (Campanile).
- Die romanische Kirche Chiesa di Sant’Agata aus dem 12. Jahrhundert im Ortsteil Novaglio.
- Das Herrenhaus Villa Dhranet (auch Villa del Pascià genannt).

## Kommunale Einrichtungen
Die Gemeinde besitzt einen Kindergarten, zwei Grundschulen und eine weiterführende Schule.

## Sonstiges
Hier ist der Roman  La stanza del vescovo von Piero Chiara angesiedelt. Es gibt immer noch das Dock, das vom Autor inspiriert wurde, in der ehemaligen Villa Ostali mit Blick auf den Pier.

## Söhne und Töchter der Stadt
- Franco Cortese (1903–1986), Automobilrennfahrer.